# テレビ東京系列深夜ニュース枠
テレビ東京系列深夜ニュース枠（テレビとうきょうけいれつしんやニュースわく）はテレビ東京をはじめとするTXN系列にて毎日深夜に放送している報道番組の総称。

## 各番組の歴史
1969年12月に『東京12チャンネルニュース』として開始。日本経済新聞社が東京12チャンネルの経営に参画したため日経が一貫して制作協力しているが、1972年3月までは朝日新聞社も協力していた。なお、これより以前にも東京12チャンネルでは朝日新聞社制作協力のもと最終版ニュース番組『ワイドニュース』を平日夜20時台 - 22時台に編成していた。
1980年10月に『あすの日経朝刊』が開始される。翌朝に配達・駅売りされる日経の紙面を紹介しながらニュースを放送していた。
1988年4月改編より、テレビ東京報道局の自社取材による経済情報番組『ワールドビジネスサテライト』が始まり、1990年には当時の日本テレビ・TBSテレビ・フジテレビと同じ23時開始となり、2021年にはテレビ朝日に並び22時開始となった（テレビ朝日は長年に亘り21時54分開始である）。
週末に関しては2002年10月から2008年3月まで『ワールドビジネスサテライト土曜版』を放送した以外は一貫して『東京12チャンネルニュース』→『メガTONニュース』→『TXNニュース』を放送していたが、土曜版に関しては2010年9月に撤退し、在京キー局系列では唯一土曜深夜または日曜未明に報道番組が放送されない系列となった。日曜版に関しても2018年1月1日（2017年12月31日深夜）に一旦終了。同年4月2日（1日深夜）より再開したものの、2019年4月1日（3月31日深夜）に再度撤退し、在京キー局系列では唯一日曜深夜または月曜未明にも報道番組が放送されない系列となった。

## 主な番組

### 平日版
- 東京12チャンネルニュース（1969年12月1日 - 1980年9月30日）
- あすの日経朝刊（1980年10月1日 - 1985年）
- ニュース・日経朝刊（1985年 - 1988年4月1日）
- ワールドビジネスサテライト（1988年4月4日 - ）

### 土曜版
- 東京12チャンネルニュース（1969年12月6日 - 1982年2月27日）
- テレビ東京ニュース（1982年3月6日 -　不明）
- メガTONニュース　（不明　－ 1990年3月30日）
- TXNニュース（第1期）（1990年4月2日 - 2002年9月28日）
- ワールドビジネスサテライト土曜版（2002年10月5日 - 2008年3月29日）
- TXNニュース（第2期）（2008年4月5日 - 2010年9月25日）

### 日曜版
- 東京12チャンネルニュース（1969年12月7日 - 1982年2月28日）
- テレビ東京ニュース（1982年3月7日 - 不明）
- メガTONニュース（不明　-　1990年3月30日）
- TXNニュース（1990年4月2日 - 2018年1月1日、2018年4月2日 - 2019年4月1日）

### 番組の移り変わり
| 期間      | 期間         | 平日版                     | 土曜版                            | 日曜版                   |
| --------- | ------------ | -------------------------- | --------------------------------- | ------------------------ |
| 1969.12.1 | 1980.9       | 東京12チャンネルニュース   | 東京12チャンネルニュース          | 東京12チャンネルニュース |
| 1980.10   | 1982.2.28    | あすの日経朝刊             | 東京12チャンネルニュース          | 東京12チャンネルニュース |
| 1982.3.1  | 1985         | あすの日経朝刊             | テレビ東京ニュース                | テレビ東京ニュース       |
| 1985      | 1988.4.3     | ニュース・日経朝刊         | テレビ東京ニュース                | テレビ東京ニュース       |
| 1988.4.4  | 1990.3       | ワールドビジネスサテライト | テレビ東京ニュース                | テレビ東京ニュース       |
| 1990.4    | 2002.9.29    | ワールドビジネスサテライト | TXNニュース                       | TXNニュース              |
| 2002.9.30 | 2008.3.30    | ワールドビジネスサテライト | ワールドビジネスサテライト 土曜版 | TXNニュース              |
| 2008.3.31 | 2010.9.25    | ワールドビジネスサテライト | TXNニュース                       | TXNニュース              |
| 2010.9.26 | 2018.1.1未明 | ワールドビジネスサテライト | （放送なし）                      | TXNニュース              |
| 2018.1.4  | 2018.3       | ワールドビジネスサテライト | （放送なし）                      | （放送なし）             |
| 2018.4.2  | 2019.3.31    | ワールドビジネスサテライト | （放送なし）                      | TXNニュース              |
| 2019.4.1  | 現在         | ワールドビジネスサテライト | （放送なし）                      | （放送なし）             |